# 広瀬ゆかり
広瀬 ゆかり（ひろせ ゆかり、1963年 - ）は、日本のAV女優。

## 作品

### アダルトビデオ
- 『近親相姦遊戯 母と子 8巻』 (2008年10月8日、グローバルメディアエンタテインメント)
- 『中出しソープ 麗しの熟女湯屋 美熟女四十路総本店』 (2008年11月5日、グローバルメディアエンタテインメント)
- 『母子相姦 母の誘惑 広瀬ゆかり45歳』 (2008年11月8日、ルビー)
- 『義母と叔母 第八章』 (2008年11月15日、スターパラダイス)…共演:鏡麗子
- 『近親相姦 中出し』 (2008年11月27日、センタービレッジ)
- 『バーチャル妻中出し』 (2008年12月4日、センタービレッジ)
- 『近親相姦 お母さんに膣中出し』 (2008年12月6日、ルビー)
- 『息子を筆下ろしする教育ママの異常性愛』 (2008年12月20日、スターパラダイス)…オムニバス作品 他出演:鏡麗子、青木りかこ
- 『熟母の告白 ～息子に溺れていった女～』(2008年12月25日、マドンナ)
- 『上司の妻 女帝ゆかりの逆ハーレム化計画』 (2008年12月25日、センタービレッジ)
- 『団地妻 中高年の情事』(2009年1月7日、グローリークエスト)…オムニバス作品 他出演:久我舞、高坂保奈美、土屋知世、近藤美香、島崎佳恵
- 『となりの奥さん』(2009年1月25日、マドンナ)
- 『新潟のゆかり叔母さん』(2009年2月19日、タカラ映像)
- 『特選 友達の母』(2009年2月25日、マドンナ)
- 『親友の母』 (2009年3月7日、ルビー)
- 『母さんとしたい!』(2009年3月7日、マドンナ)
- 『友人の母』(2009年3月13日、溜池ゴロー)
- 『女教師 ゆかり』(2009年4月1日、溜池ゴロー)
- 『僕のおばさん』(2009年4月7日、マドンナ)
- 『エロ味倍増!豹変のオバサマ 広瀬ゆかり 45歳』(2009年4月25日、現映社)
- 『義母奴隷』(2009年5月13日、溜池ゴロー)
- 『水着熟女 原色ビキニ編』(2009年5月25日、サイドビー)…オムニバス作品 他出演:北原夏美